# Nisoniades
Nisoniades es un género de mariposas de la familia Hesperiidae.

## Descripción
La especie tipo es Papilio bromius Stoll, 1787, según designación posterior realizada por Scudder en 1875.

## Diversidad
Existen 34 especies reconocidas en el género, 33 de ellas tienen distribución neotropical. Al menos 1 especies se han reportado en la región Neártica

## Plantas hospederas
Las especies del género Nisoniades se alimentan de plantas de las familias Malpighiaceae, Piperaceae, Solanaceae, Convolvulaceae, Rutaceae, Asteraceae, Amaranthaceae, Verbenaceae. Las plantas hospederas reportadas incluyen los géneros Datura, Solanum, Ipomoea, Calodendrum, Citrus, Teclea, Toddalia, Vepris, Vernonia, Merremia, Achyranthes, Brugmansia, Cestrum, Lycianthes, Witheringia, Callicarpa.